# اچ‌ام‌اس سی۳۳

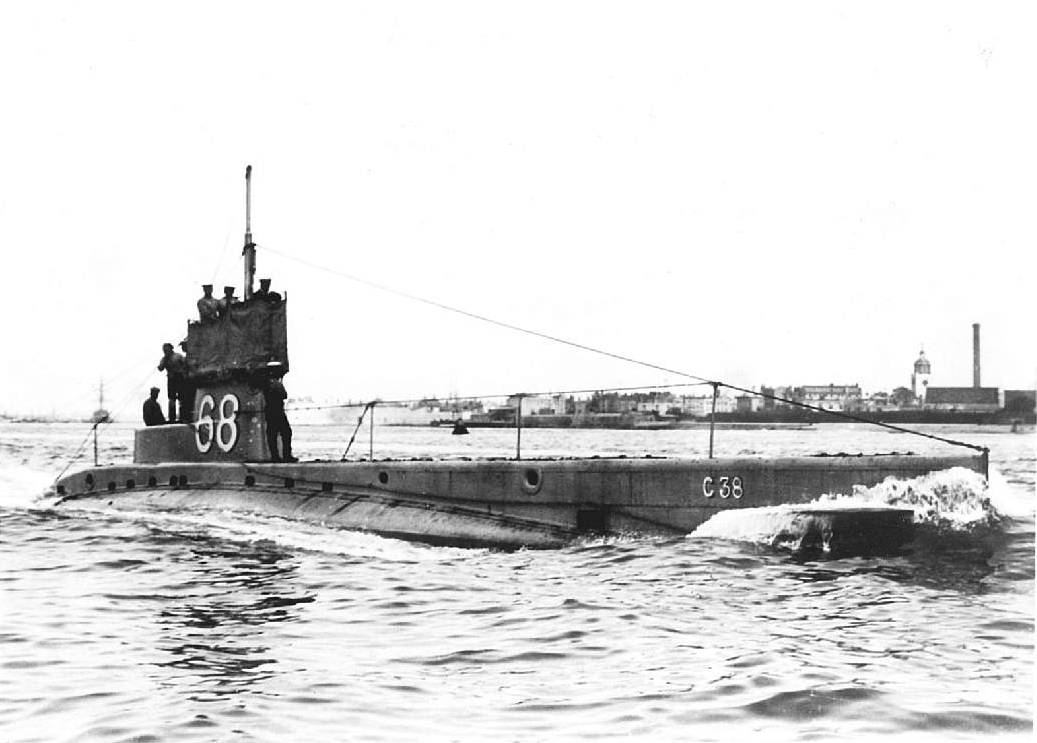
تصویر

اچ‌ام‌اس سی۳۳ (به انگلیسی: HMS C33) یک زیردریایی بود که طول آن ۱۴۳ فوت ۲ اینچ (۴۳٫۶۴ متر) بود. این زیردریایی در سال ۱۹۱۰ ساخته شد.